# Francesco Arisi
Francesco Arisi (Cremona, 3 febbraio 1657 – Cremona, 25 giugno 1743) è stato un avvocato, poeta, storico ed erudito italiano.

## Biografia
Nacque nel 1657 a Cremona. Dopo i primi studi presso i Gesuiti, si trasferì a Parma nel 1674 per studiare giurisprudenza, poi a Bologna. Nel 1679, l'anno dopo della morte del padre, conseguì il dottorato a Pavia, rientrando poi a Cremona dove intraprese l'attività di avvocato. Ricoprì numerosi incarichi pubblici, anche di tipo diplomatico.
Coltivando in parallelo una intensa attività poetica, fu autore di oratori e componimenti poetici sia di tema religioso sia d'ispirazione petrarchesca. Era membro (col nome arcadico di Eufemio Batio) della colonia cremonese dell'Accademia dell'Arcadia (fondata nel 1720) e costituì presso la sua abitazione l'Accademia dei Disuniti, una delle nove accademie della città, dedicata soprattutto alla poesia e agli oratori, che accoglieva membri della borghesia. Nel contempo Arisi svolse ruoli ufficiali di storico e di erudito. Intellettuale eclettico, una delle sue opere più paradigmatiche è la Cremona Literata (1702), un erudito repertorio bibliografico.
Fu amico di Ludovico Antonio Muratori dal 1695 per tutta la vita. Divenne membro dell'Accademia della Crusca il 1º settembre 1712.
Morì nel 1743 a Cremona e venne sepolto nella chiesa delle cappuccine.

## Opere
- Cremona Literata seu in Cremonenses doctrinis et literariis dignitatibus eminentiores chronologicae adnotationes, I, Parmae 1702; II, ibid. 1706; III, Cremonae 1741.
- (LA) Provisiones aggerum et dugalium agri Cremonensis, Cremona, Pietro Ricchini, 1713.